# Амауака
Амауа́ка, хуні куї (самоназва — «справжні люди») — індіанський народ групи пано на південному сході Перу, невелика група в сусідніх районах Бразилії (вододіл річок Укаялі, Журуа і Пурус). Близькі кашінауа. Чисельність близько 4 тисяч осіб (станом на 1985 рік). Відносяться до американської раси великої монголоїдної раси. Мова амауака центральної групи пано же-пано-карибської сім'ї. Діалекти: інуваке, віуівакеу. Поширена також іспанська мова. Дотримуються традиційних вірувань.
Живуть у глухих лісових районах, контактів з білими мало (обмінюють продукти полювання на залізні знаряддя). На початку XX століття (роки «каучукового буму») винищувалися збирачами каучуку.
Основа господарства амауака — ручне підсічно-вогневе землеробство (кукурудза, солодкий маніок тощо) і полювання, в тому числі з собаками; підсобні заняття — рибальство і збиральництво. 
Система споріднення ірокезького типу. Матріархальна велика сім'я (близько 50 осіб) займає поселення з 3—4 хатин. Поширена полігінія. Одяг у жінок — пов'язка на стегнах; у чоловіків практично відсутній. Поширений шаманізм.
Тіло померлого ховають у великій урні, через тиждень спалюють; в недавньому минулому був поширений ендоканнібалізм: кістки товкли і їли з кукурудзяною кашею. У міфології характерні мотиви, що пояснюють тяжке становище амауака.